# Ivo Papazov
Ivo Papazov, nadimak Ibrjama (bugarski: Иво Папазов, Ибряма, Krdžali, 16. veljače 1952.), bugarski klarinetist

## Diskografija
- "Orpheus Ascending" (1989.),
- "Balkanology" (1991.).

## Vanjske poveznice
- Službena web-stranica